# Proceso termodinámico
En física, se denomina proceso termodinámico a la evolución de determinadas magnitudes (o propiedades) propiamente termodinámicas relativas a un determinado sistema termodinámico. Desde el punto de vista de la termodinámica, estas transformaciones deben ocurrir desde un estado de equilibrio inicial a otro final; es decir, que las magnitudes que sufren una variación al pasar de un estado a otro deben estar perfectamente definidas en dichos estados inicial y final. De esta forma los procesos termodinámicos pueden ser interpretados como el resultado de la interacción de un sistema con otro tras ser eliminada alguna ligadura entre ellos, de forma que finalmente los sistemas se encuentren en equilibrio (mecánico, térmico y/o material) entre sí. 
De una manera menos abstracta, un proceso termodinámico puede ser visto como los cambios de un sistema, desde unas condiciones iniciales hasta otras condiciones finales, debido a su desestabilización.

## Tipos de procesos termodinámicos

### Procesos Iso
Son los procesos cuyas magnitudes permanecen "constantes", es decir que el sistema cambia manteniendo cierta proporcionalidad en su transformación. Se les asigna el prefijo iso-.
Ejemplo:
- Isobárico: proceso a presión constante.
- Isoentálpico:[1] proceso a entalpía constante.
- Isoentrópico: proceso a entropía constante.

- Isométrico o isocórico: proceso a volumen constante.
- Isotérmico: proceso a temperatura constante.

### Procesos politrópicos
Los procesos politrópicos son aquellos procesos termodinámicos para gases ideales que cumplen con la ecuación: {\displaystyle PV^{a}={\text{cte.}}} donde {\displaystyle a} es un número dado. Para el caso de procesos adiabáticos, {\displaystyle a} es igual a {\displaystyle k}, el cual es un valor específico para cada sustancia. Este valor se puede encontrar en tablas para dicho caso.